# Бордей (парк)
Парк «Бордей» (рум. Parcul Bordei; бордей — разновидность полуземлянки) — парк в северной части Бухареста.
Территория, где ныне располагается парк «Бордей» (включавшая озеро Бордей и имевшая площадь 0,13 км²), была приобретена Муниципалитетом Бухареста у банка Banca Marmorosch Blank в 1932 году по цене 16 млн. леев (110 000 $ на тот момент). Разбитый на этих землях парк был официально открыт в 1938 году королём Румынии Каролем II.
Территория парка длительное время находилась в общественной собственности, до тех пор, пока Генеральный совет Бухареста в сентябре 2003 года не изменил статус его территории на частную собственность муниципалитета, после чего парк был продан частному предпринимателю Costică Constanda, планирующему использовать местность для застройки. По состоянию на 2008 год дальнейшая судьба парка всё ещё оставалась под вопросом.